# Erupție (medicină)
Erupția este apariția pe piele sau pe mucoase a numeroase leziuni superficiale: macule, papule, pustule, plăci, vezicule etc. în afecțiuni dermatologice sau infecțioase. Astfel de erupții constituie simptomul unor boli (contagioase). Prin extensie erupția reprezintă și totalitatea acestor leziuni superficiale. Bolile însoțite de erupții sunt numite boli eruptive.